# تیمحوتپ
| ti | ii | M · Htp · t · p |

| ti | ii | M · Htp · t · p |

تَیمحوتپ (انگلیسی: Taimhotep؛ ‏یونانی: ταιμουθης؛ ‏ ۱۷ دسامبر سال ۷۳ پیش از میلاد – ۱۵ فوریۀ سال ۴۲ پیش از میلاد) زنی از مصر باستان است که از طریق دو سنگ یادبود در دوران حکومت کلئوپاترا هفتم شناخته شده است. یکی از این سنگ‌های یادبود، سنگ یادبود سنگ آهکی متعلق به سال ۴۳ یا ۴۲ پیش از میلاد است که در ممفیس یا سقاره پیدا شده و هم‌اکنون در موزه بریتانیا (بی‌ام ۱۴۷) نگهداری می‌شود؛ دیگری نسخه دموتیک از متن آن است که قطعات آن نیز در موزه بریتانیا (بی‌ام ۳۷۷) موجود است.
سنگ یادبود بی‌ام ۱۴۷ تصویری از تَیمحوتپ را نشان می‌دهد که در حال پرستش سوکار-ازیریس، آپیس، ایزیس، نفتیس، حوروس، آنوبیس و نمادی از غرب است. متن روی سنگ یادبود ۲۱ خط طول دارد و زندگی تَیمحوتپ را شرح می‌دهد. او در سال نهم سلطنت بطلمیوس دوازدهم به دنیا آمد؛ پدرش «خاحاپی» کشیشی از پتاح، مین، خم‌رع و هوروس بود و مادرش «هرعنخ» موسیقیدان معبد پتاح بود. او یک برادر به نام کشیش عالی «پاشری‌ان‌آمون یکم» و یک خواهر به نام «تانفرهر» داشت که با یکدیگر ازدواج کردند؛ برادر احتمالی دیگر او خطاط «حورم‌حوتپ» بود. در سال بیست و سوم سلطنت، در سن چهارده سالگی (۲۵ ژوئیه ۵۸ پیش از میلاد) او با کشیش عالی پتاح «پاشری‌ان‌پتاح سوم» ازدواج کرد و از او سه دختر و یک پسر داشت. نام فرزندانش در سنگ یادبود بی‌ام ۳۷۷ ذکر شده است: پسر او «ایمحوتپ-پدوباست» و دخترانش «برنیکه»، «هرعنخ» (که به بلوجه معروف بود) و «خردعنخ». مشخص است که خردعنخ دختر او نبوده است، زیرا او هفت سال قبل از ازدواج پاشری‌ان‌پتاح با تَیمحوتپ متولد شده بود و نام او به اشتباه در سنگ یادبود به جای دختر واقعی سوم او هرعان (که به تاپدیباست معروف بود) حک شده است، که نام او را می‌توان در سنگ یادبود دیگری از پدرش (اَش. ام. ۱۹۷۱/۱۸) یافت.
پس از تولد دختر سومش، او به ایمهوتپ حکیم دوران پادشاهی کهن مصر که در قرون بعدی خدا شده بود، دعا کرد تا پسری به دنیا آورد. دعاهای او مستجاب شد و پسرش در ۴۶ پیش از میلاد، ششمین سال سلطنت کلئوپاترا هفتم متولد شد. تَیمحوتپ چهار سال بعد درگذشت. در سنگ یادبود او، تَیمحُتپ از مرگ زودهنگام خود ابراز ناراحتی کرده و از شوهرش می‌خواهد تا مادامی که می‌تواند از زندگی لذت ببرد؛ این طولانی‌ترین متن از این نوع در مصر باستان است. از دو سنگ یادبود شوهرش مشخص است که او فقط یک سال پس از همسرش زنده ماند. پسر آنها ایمحوتپ-پدوباست در ۳۹ پیش از میلاد کشیش عالی پتاح شد، اما تنها نه سال بعد، در جوانی درگذشت.